# زندگی ربوده‌شده (فیلم ۱۹۴۶)
زندگی ربوده‌شده (انگلیسی: A Stolen Life) یک فیلم درام به کارگردانی «کرتیس برنهارت» است که در سال ۱۹۴۶ منتشر شد. این فیلم، بازسازیِ فیلم دیگری به همین نام بود که در سال ۱۹۳۹ ساخته شده بود.

## خلاصه داستان
کیت (با بازی بت دیویس) دختری جدی و موقر است که کارش نقاشی است. او قصد دارد برای دیدن خواهر خود «پاتریشیا» (باز هم با بازی بت دیویس) و پسر عمویش «فردی» به نیو انگلند برود اما از کشتی جا می‌ماند. در نتیجه، فردی به نام «بیل امرسون» (با بازی گلن فورد) را متقاعد می‌کند تا او را با قایق شخصی خود به آنجا ببرد. در جریان این سفر، او شدیداً به «بیل» دل می‌بندد. از طرفی خواهر او «پاتریشیا» که با او دوقلو است، دختری مداخله‌جو، هوس‌باز و پُر زرق‌وبرق است که در مواجهه با بیل، ابتدا خود را به‌جای «کیت» جا می‌زند و سپس او را متقاعد می‌کند که به یک سفر کوتاه خارج شهری بروند و پس از بازگشت از این سفر، به «کیت» اعلام می‌کنند که با هم قصد ازدواج دارند.
کیت که دلشکسته است، تلاش می‌کند تا با تمرکز بر حرفهٔ نقاشی، ذهن خود را از این واقعه منحرف کند. او کار هنری‌اش را نزد هنرمندی به نام «کارناک» (با بازی دان کلارک) پی می‌گیرد و با آنکه «کارناک» به او علاقه نشان می‌دهد، اما دست رد بر سینهٔ او می‌زند.
پس از مدتی بیل برای انجام کاری به شیلی می‌رود و دو خواهر با هم تنها می‌شوند و کیت درمی یابد که بیل و پاتریشیا در زندگی زناشویی خود مشکلاتی دارند. دو خواهر سوار بر قایقی تفریحی می‌شوند، اما طی حادثه‌ای هر دو به آب پرت شده و «پاتریشیا» غرق می‌شود. امواج دریا «کیت» را به ساحل می‌آورد و هنگامی که او به هوش می‌آید، همگان او «پاتریشیا» می‌پندارند.
بیل از شیلی بر می‌گردد. «کیت» تصمیم می‌گیرد تا خود را به‌جای «پاتریشیا» جا بزند. بیل که از روابط غیراخلاقی پاتریشیا دلخور است، تصمیم دارد تا ازدواج را خاتمه دهد. پسر عموی دخترها «فردی» (با بازی شارلی روگلز) که هویت واقعی «کیت» را دریافته‌است، به او اصرار می‌کند که حقیقت را به «بیل» بگوید. سرانجام، «کیت» همه چیز را به «بیل» می‌گوید و بیل در انتها درمی یابد که چه کسی واقعاً عاشق بوده و او را دوست می‌داشته‌است.

## بازیگران
- بت دیویس
- گلن فورد
- دان کلارک
- والتر برنان
- شارلی روگلز
- بروس بنت
- استر داله
- کلارا بلندیک
- فرد کلسی
- مری فوربز
- پگی نادسن